# Andrew McFarlane (Schauspieler, 1986)
Andrew McFarlane (* 3. August 1986 in Fort Lauderdale, Florida) ist ein US-amerikanischer Schauspieler, der vor allem durch seine Rolle als Tony Jeffers in der Serie What’s Up, Dad? bekannt wurde.

## Lebenslauf
Andrew McFarlane hatte im Jahre 1998 seinen ersten Fernsehauftritt in der Late Show with David Letterman. Erste Filmerfahrungen sammelte er mit Hot Boyz (1999), in dem er eine kleine Rolle übernahm. Es folgten mehrere Gastrollen in den Serien Eine himmlische Familie, King of Queens, Emergency Room und The West Wing – Im Zentrum der Macht.
Im Jahre 2001 wurde McFarlane einer der Hauptdarsteller der Serie What’s Up, Dad?, in der er die Rolle des Tony Jeffers bis zum Ende der Serie übernahm.
2009 hatte er auch einen Auftritt im Film Dance Flick der Wayans-Brüder.